# Locomotivă Reșița

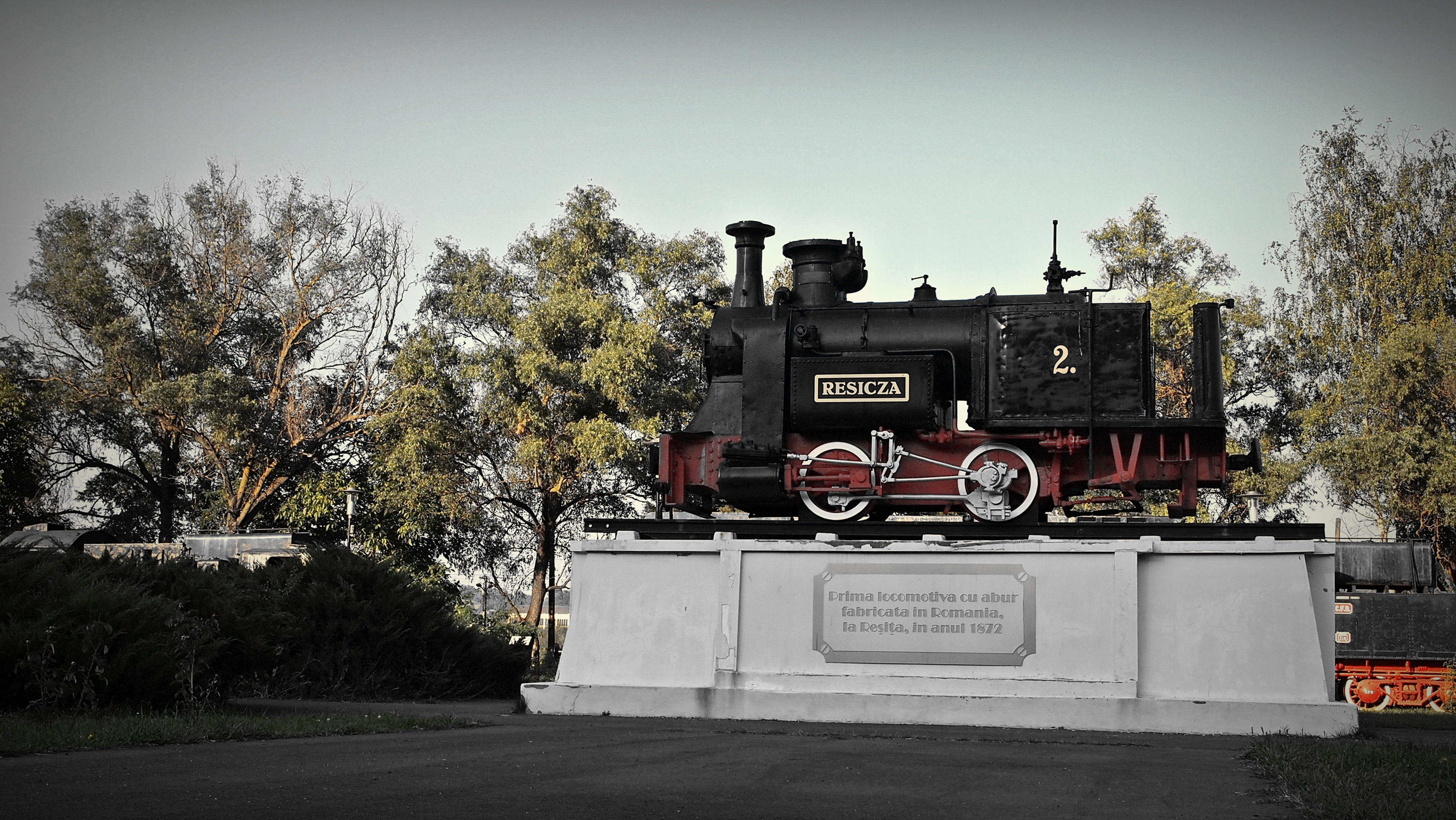
Resicza 2, la Muzeul locomotivelor cu abur din Reșița

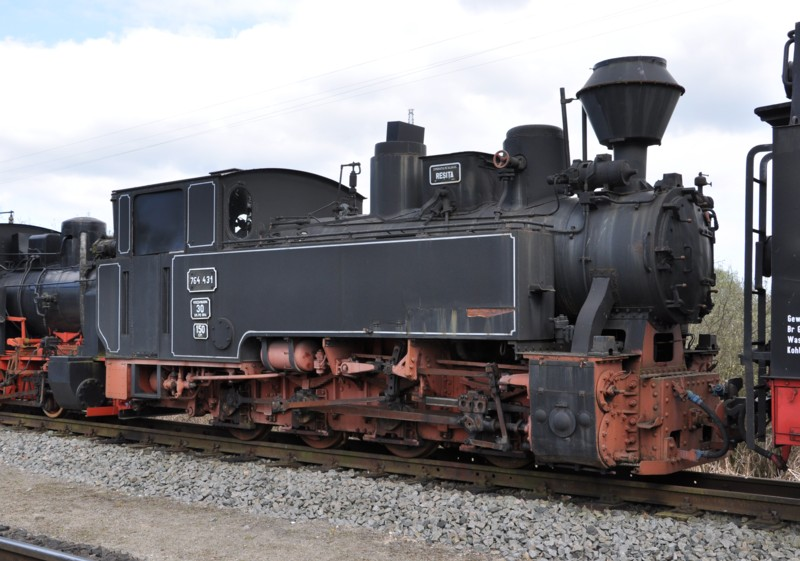
Locomotivă Reșița fabricată în 1954, încă în funcțiune la Putbus, Germania

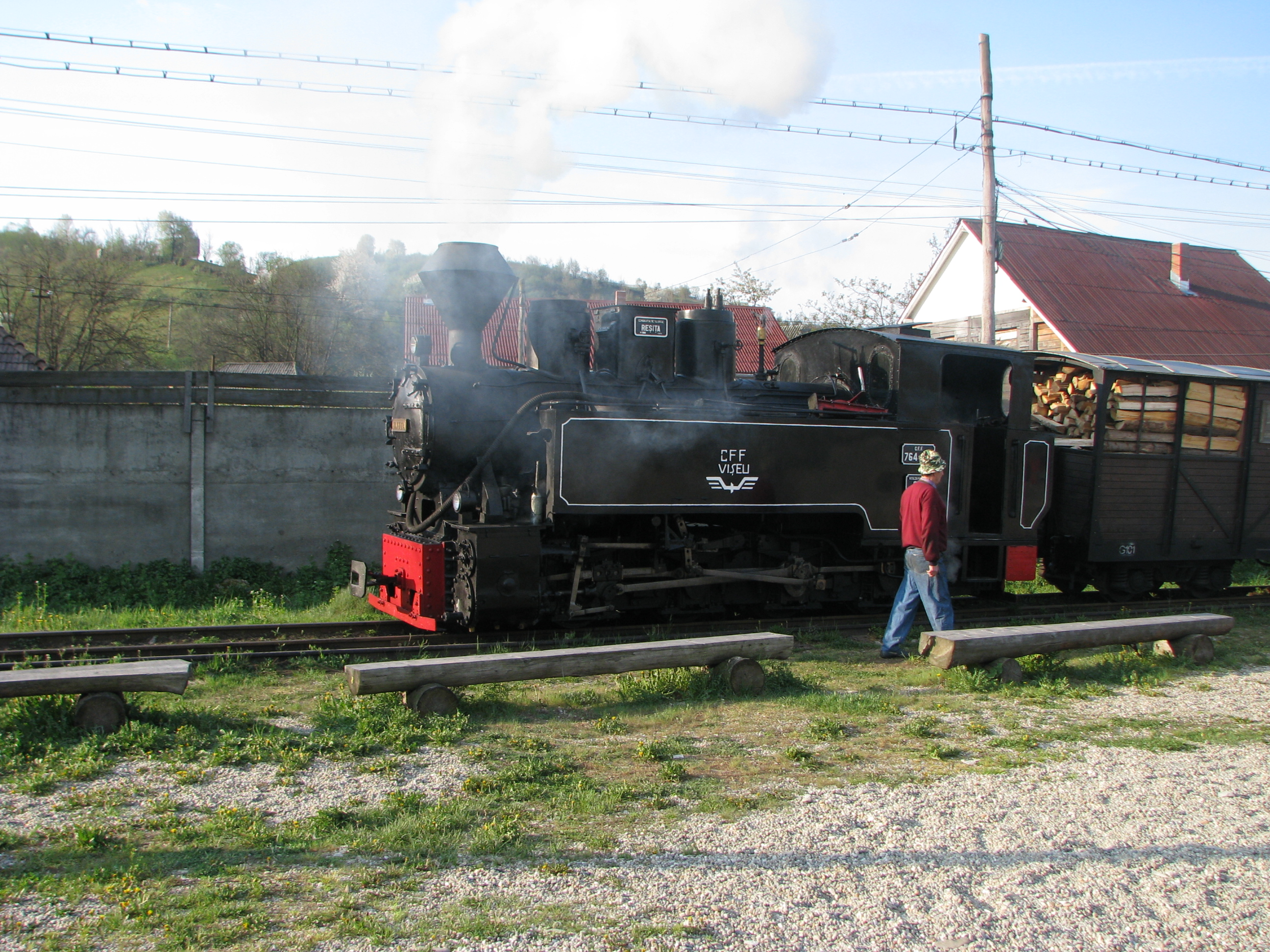
Locomotivă Reșița fabricată în 1954, încă în funcțiune la CFF Vișeu

Locomotivă Reșița este o denumire generică pentru locomotivele cu abur produse între 1872 și 1968 în cadrul Uzinelor de Fier din Reșița. În această perioadă au fost produse 1461 de locomotive.
În 1872 a fost produsă la Reșița prima locomotivă, denumită „Resicza”, cu ecartament de 948 mm, proiectată de John Haswell, directorul fabricii de locomotive „St. E. G." din Viena, având numărul de circulație 2. Numărul 1 a fost atribuit locomotivei „Szecul”, fabricată la Viena.
Pe 14 septembrie 1926 ieșea pe porțile uzinei din Reșița locomotiva cu abur 50.243 „Regele Ferdinand", prima locomotivă construită în România în perioada interbelică. Între anii 1926-1960 în România s-au construit 10 tipuri de locomotivă cu abur pentru cale normală și trei tipuri pentru cale îngustă, în total 1.207 exemplare: 797 la Uzinele Reșița și 410 la Uzinele Malaxa din București. În anul 1960 producția de locomotive cu abur s-a sistat, industria românească profilându-se pe producția de locomotive diesel și electrice.